# Diadegma simplificator
Diadegma simplificator là một loài tò vò trong họ Ichneumonidae.